# Die 100 Tage von Palermo
Die 100 Tage von Palermo (Originaltitel: Cento giorni a Palermo) ist ein italienischer dokumentarischer Spielfilm aus dem Jahr 1984. Regie führte Giuseppe Ferrara, der zusammen mit Giuseppe Tornatore auch das Drehbuch verfasste.

## Handlung
Der Film schildert die letzten hundert Tage im Leben des Generals Carlo Alberto Dalla Chiesa, der im Kampf gegen die Mafia 1982 als Präfekt nach Palermo berufen wurde, bis zum Attentat auf ihn und seine Frau in dieser Stadt.

## Kritik
„Carlo Dalla Chiesa (Lino Ventura) wird 1982 zum Stadtpräfekten von Palermo ernannt. Er soll den blutigen Mafiakrieg beenden. Doch Rom verweigert ihm die zugesagte Unterstützung. Und Chiesa gerät ins Visier der Mafia. Ein realistisches, erschütterndes Bild des verzweifelten Anti-Mafia-Kampfs.“

„Ein enttäuschender Politthriller auf "Tatort"-Niveau; redselig statt aufklärend.“